# Filip Novák (calciatore)
Filip Novák (Přerov, 26 giugno 1990) è un calciatore ceco, difensore del Jablonec.

## Caratteristiche tecniche
Esterno sinistro, può essere schierato anche come terzino su entrambe le fasce.

## Palmarès

### Club

#### Competizioni nazionali
- Coppa della Repubblica Ceca: 1

Jablonec: 2012-2013
- Coppa di Turchia: 1

Trazbonspor: 2019-2020